# Wełnianeczka darniowa
 Wełnianeczka darniowa (Trichophorum cespitosum (L.) Hartm.) – gatunek rośliny z rodziny ciborowatych. W Polsce rzadki i objęty ochroną.

## Rozmieszczenie geograficzne
Występuje na półkuli północnej w strefie umiarkowanej. W Polsce występuje na Pomorzu Zachodnim, Pomorzu Gdańskim, koło Torunia, w Sudetach oraz koło Tarnowskich Gór.

## Morfologia

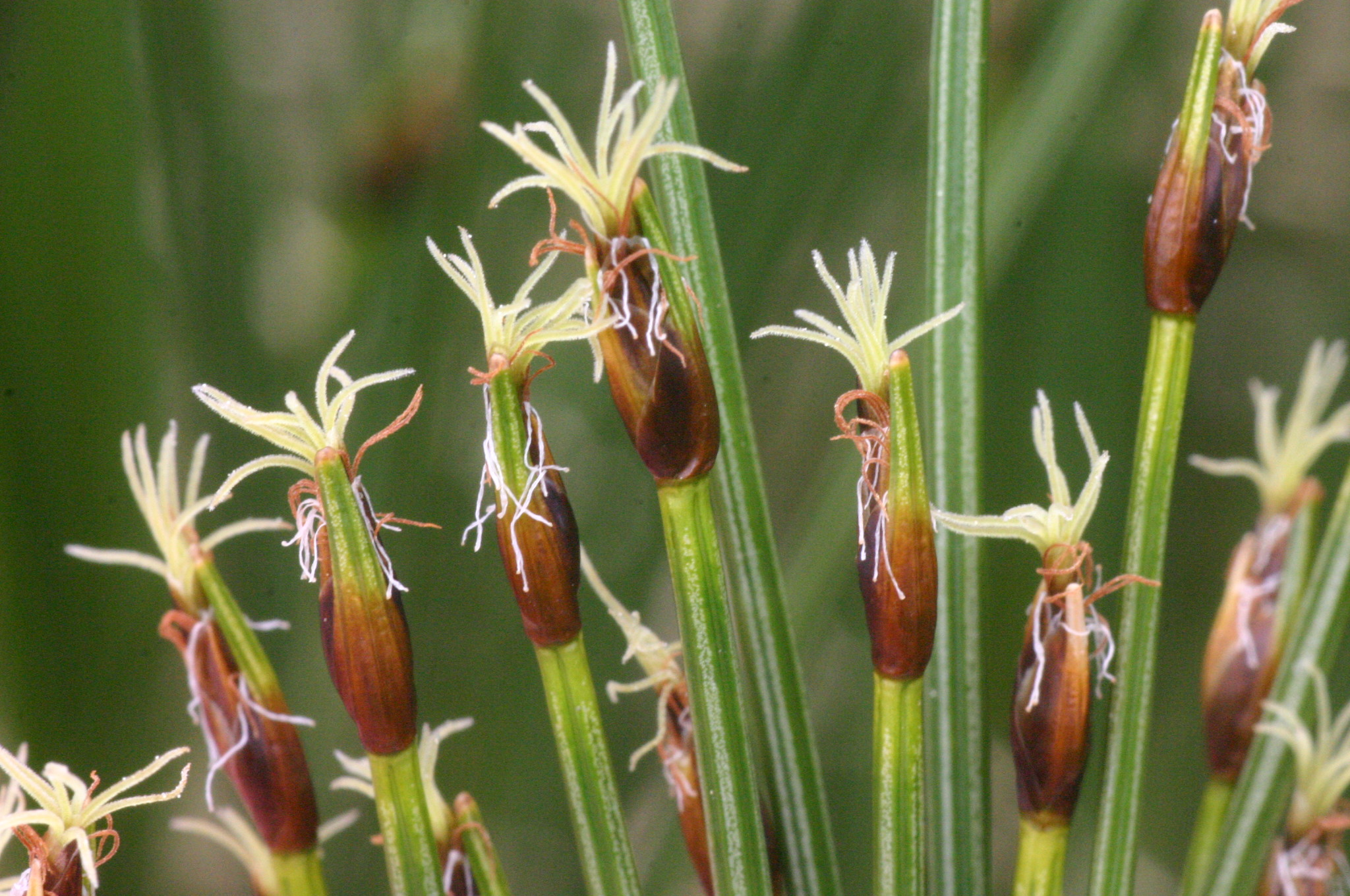
Kwiatostany

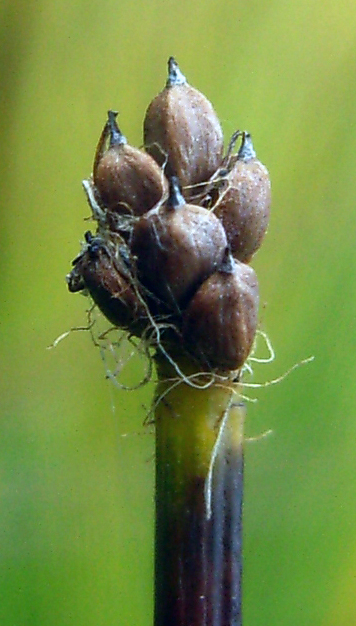
Owoce

PokrójRoślina zielna, wieloletnia, darniowa.
Łodyga10–45 cm wysokości, sztywna, obła, gładka.
LiścieBrunatne pochwy liściowe bez blaszki.
KwiatyObupłciowe, w postaci jajowatych, pojedynczych kłosów, umieszczone w kątach przysadek na szczycie łodygi. Okwiat w postaci 6 szczecinek. Pręciki trzy, słupek jeden z trzema znamionami.
OwoceOrzeszek, trójgraniasto odwrotnie jajowaty, długości do 2 mm.

## Biologia i ekologia
Bylina, geofit. Kwitnie w maju i czerwcu. Występuje głównie na torfowiskach wysokich oraz atlantyckich torfowiskach wrzoścowych. Rośnie w zbiorowiskach Eriophoro-Trichophoretum caespitosi, Empetro-Trichophoretum austriaci i Ericetum tetracilis trichophoretosum. Populacje zajmują powierzchnie kilkunastu metrów kwadratowych. Liczebność populacji w Polsce ocenia się na sumarycznie kilkanaście tysięcy osobników (2006 r.). Somatyczna liczba chromosomów 2n = 104.

## Zmienność

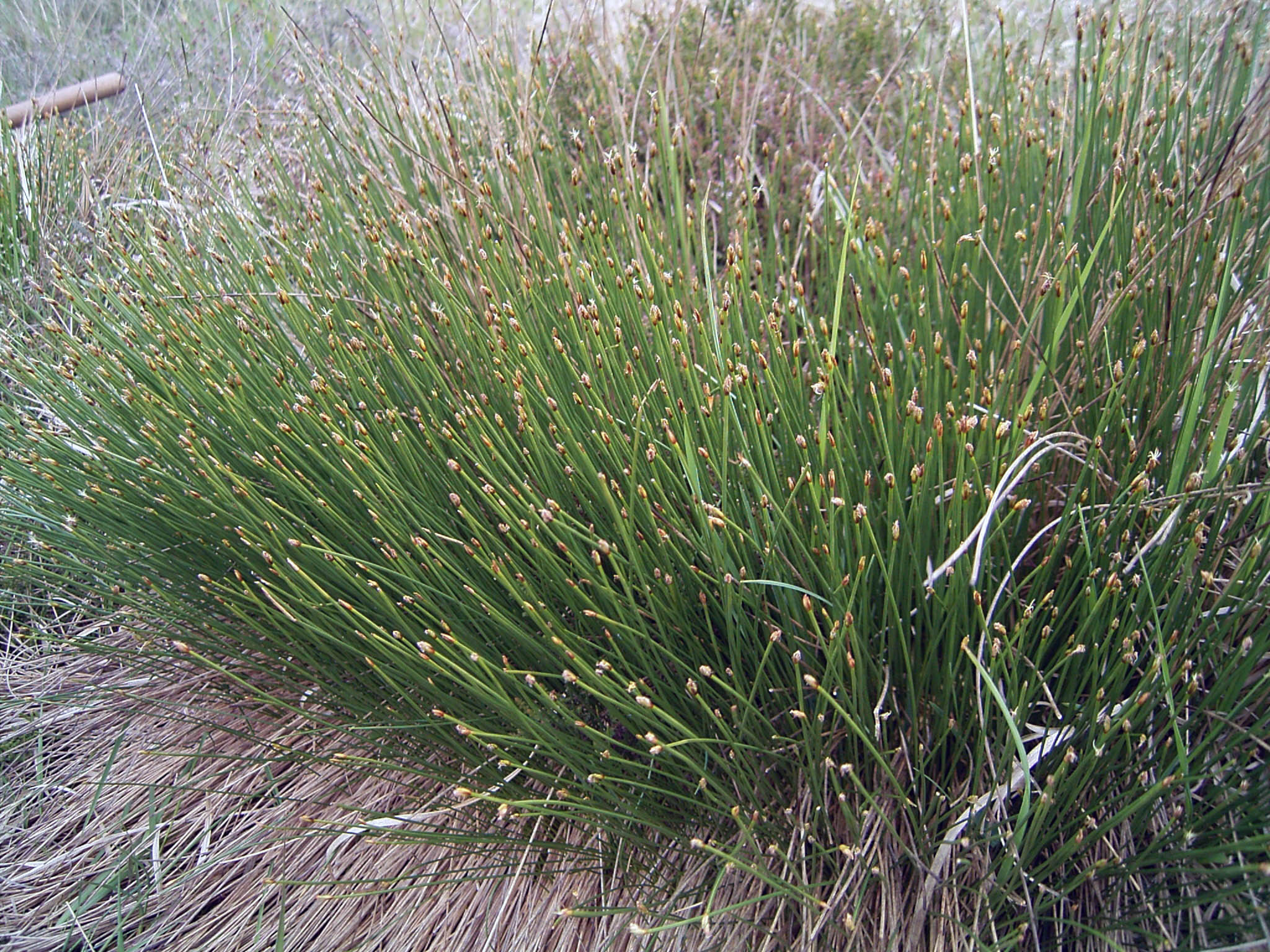
Pokrój, podgatunek germanicum

Gatunek zróżnicowany na trzy podgatunki:
- Trichophorum cespitosum subsp. cespitosum (syn. Trichophorum cespitosum subsp. austriacum (Palla) Hegi) – podgatunek typowy, występuje w całym zasięgu gatunku; pochwa najwyższego liścia ścięta prostopadle, kłos 3–10 kwiatowy; podgatunek wyróżniający zespołu Eriophoro-Trichophoretum caespitosi.
- Trichophorum cespitosum subsp. germanicum (Palla) Hegi – występuje w Europie Zachodniej; w Polsce tylko na Pomorzu Zachodnim; pochwa najwyższego liścia ścięta ukośnie, kłos 8–20 kwiatowy; gatunek charakterystyczny rzędu Sphagno-Ericetalia
- Trichophorum cespitosum nothosubsp. foersteri Swan – występuje w Europie Zachodniej;

## Zagrożenia i ochrona
Od 2014 r. roślina jest objęta w Polsce częściową ochroną gatunkową, w latach 2004–2014 podlegała ochronie ścisłej. Wełnianeczka darniowa znalazła się w Polskiej czerwonej księdze roślin z 2001 roku w kategorii EN (zagrożony). Status ten podtrzymano w 2014 roku. Gatunek umieszczony jest także na Czerwonej liście roślin i grzybów Polski z 2006 r. w kategorii V (narażony). W wydaniu z 2016 roku otrzymał kategorię EN (zagrożony). Źródłem zagrożenia jest osuszanie i eksploatacja torfowisk. Część stanowisk znajduje się pod ochroną na terenie Karkonoskiego Parku Narodowego oraz w rezerwatach torfowiskowych.